# Kasteel Wolvendaal

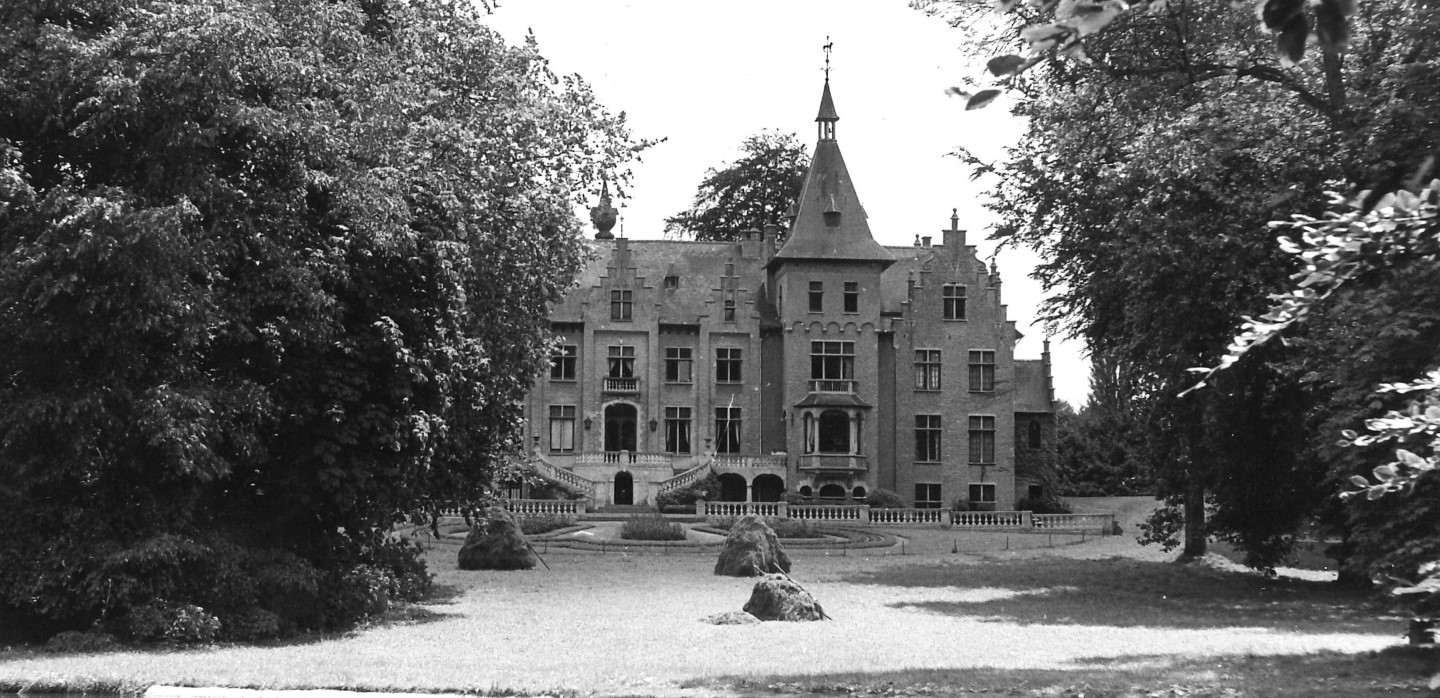
Kasteel Wolvendaal

Het Kasteel Wolvendaal is een kasteel in de tot de Vlaams-Brabantse gemeente Merchtem behorende plaats Brussegem, gelegen aan de Nieuwelaan 128-130.

## Geschiedenis
In 1632 werd het goed als een pachthoeve omschreven. Het behoorde toe aan notabelen zoals, van 1661-1703, aan Gaspard Leyniers, telg uit een familie van vooraanstaande tapijtwevers. In 1753 kwam het aan Joos Brinck die meester-wolverver was. Deze liet niet alleen de hoeve renoveren, maar liet in 1765 naast deze hoeve ook een buitenhuis (huis van plaisantie) bouwen. Dit omvatte ook een kapel waarin Missen mochten worden opgedragen.
In 1821 was het speelhuis, met de tuinen, in verval geraakt. Er was in het huis ook een brouwerij gevestigd en de tuin werd verwaarloosd. In 1838 kwam het goed aan Joseph Gobart. Deze liet de tuin in landschapsstijl omvormen en vergrootte het huis.
In 1892 werd het goed verkocht aan Léon de Viron, zoon van Théodore de Viron. Deze liet het huis, naar ontwerp van Joseph Schadde, ombouwen tot een kasteel. Dit kasteel werd in Vlaamse historiserende stijl gebouwd met trapgevels, een loggia, een toren en een neogotische kapel. Ook merd een nieuwe landschapstuin aangelegd. Deze tuin werd doorstroomd door de Molenbeek.
Er staan diverse monumentale bomen in dit park.